# Daxata camelus
Daxata camelus är en skalbaggsart som beskrevs av Francis Polkinghorne Pascoe 1864. Daxata camelus ingår i släktet Daxata och familjen långhorningar. Inga underarter finns listade i Catalogue of Life.